# Salango
Salango ist eine Ortschaft und eine Parroquia rural („ländliches Kirchspiel“) im Kanton Puerto López der ecuadorianischen Provinz Manabí. Die Parroquia besitzt eine Fläche von 89,17 km². Die Einwohnerzahl lag im Jahr 2010 bei 4534. Davon lebten 1698 im Hauptort Salango. Für 2015 wurde eine Bevölkerung der Parroquia von 5150 angenommen. Die Parroquia wurde am 20. August 1996 eingerichtet.

## Lage
Die Parroquia Salango liegt an der Pazifikküste. Sie besitzt einen knapp 20 Kilometer langen Küstenabschnitt. Der Río Ayampe durchquert den äußersten Süden des Verwaltungsgebietes und mündet schließlich ins Meer. Im Osten erheben sich die Berge der Cordillera Costanera mit Höhen von bis zu 400 m. Der Hauptort Salango liegt an der Küste fünf Kilometer südwestlich vom Kantonshauptort Puerto López. Die Fernstraße E15 (Manta–Santa Elena) führt entlang der Küste und durch den Hauptort Salango.
Die Parroquia Puerto Machalilla grenzt im Norden und im Osten an die Parroquia Puerto López sowie im Süden an die Parroquia Manglaralto (Kanton Santa Elena, Provinz Santa Elena).

## Orte und Siedlungen
In der Parroquia gibt es neben dem Hauptort noch folgende Comunidades: Rio Chico, Las Tunas, Puerto Rico, Ayampe, Las Cabañas, Guale und Cantalapiedra.

## Wirtschaft
Die Parroquia verfügt über Sandstrände und ist ein beliebtes Touristenziel.

## Ökologie
Der Küstenabschnitt nördlich vom Ort Salango sowie die der Küste vorgelagerte Insel Isla Salango gehören zum Nationalpark Machalilla.